# 제4의 벽

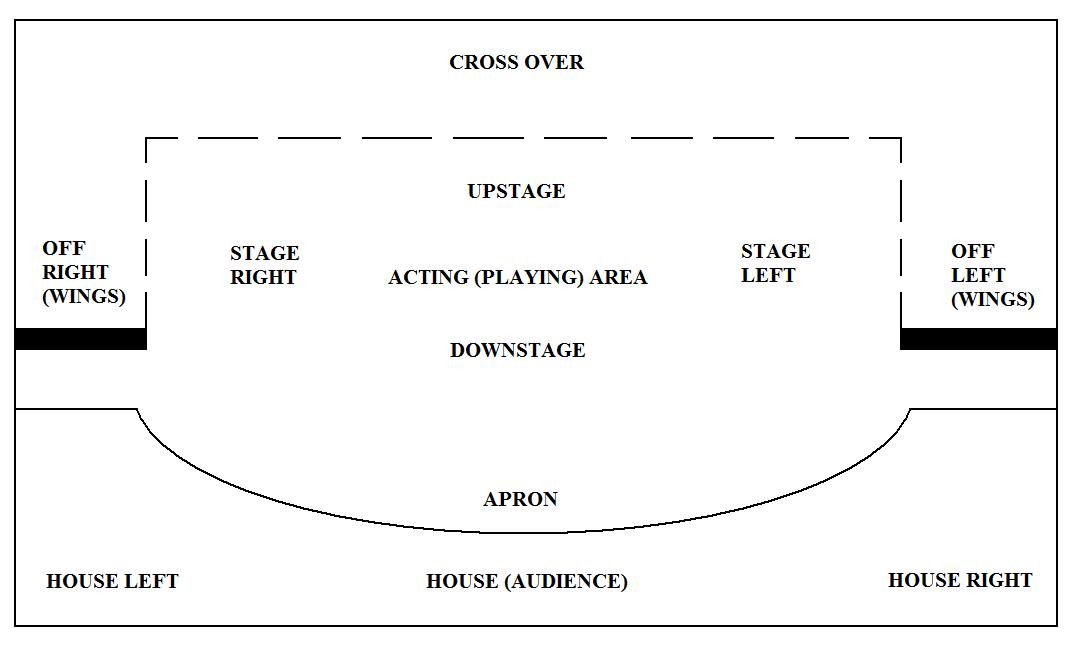

제4의 벽(fourth wall)은 무대는 하나의 방으로 되어야 하며, 여기에서 한쪽 벽이 관객들을 위해 제거된 것이라는 것으로, 관객과 배우 사이의 가상의 '벽'을 의미한다. 드니 디드로가 주장하였고 사실주의에 많은 영향을 끼쳤다.

## 같이 보기
- 방백 (대사)